# Airbus Beluga
Airbus A300-600ST Beluga je transportno letalo proizvajalca Airbus, zasnovano na osnovi letala Airbus A300. ST pomeni SuperTransporter, pozneje se je zaradi oblike letala uveljavilo ime Beluga (beluga je sicer vrsta kita). Namenjeno je prevažanju tovorov velikih dimenzij, najpogosteje pa se uporablja za prevoz sestavnih delov letal, kot so krila, vrata, pristajalno podvozje in motorji med Airbusovimi tovarnami po Evropi.
Sicer lahko preveža do 47 ton tovora, največkrat pa so tovori razmeroma lahki, vendar večjih dimenzij. 
Boeing je za podobne namene predelal Boeing 747. Verzija 747LCF (Large Cargo Lifter) oziroma DreamLifter se uporablja za prevoz sestavnih delov letala Boeing 787.